# Альфредо Сфорцині
Альфредо Сфорцині (італ. Alfredo Sforzini; 11 лютого 1914 — 21 грудня 1943) — італійський танкіст, учасник руху Опору в Італії під час Другої світової війни. Кавалер найвищої нагороди Італії за подвиг на полі бою — золотої медалі «За військову доблесть» (посмертно).

## Біографія
Народився 11 лютого 1914 року у місті Пеша (провінція Пістоя, регіон Тоскана, Королівство Італія). До призову на військову службу працював барменом. Планував відкрити власну справу.
З початком Другої світової війни Альфредо Сфорцині був призваний до армії та направлений до Югославії. Потім повернувся до Італії та служив у танковому полку «Монферратська кавалерія» у званні капрала, коли уряд Бадольйо оголосив нейтралітет Італії у Другій світовій війні. Після окупації Італії військами Третього рейху деякий час переховувався від нацистів, щоб уникнути арешту, а потім вступив до 4-ої гарібальдійської бригади, яка діяла у Валь-Монтуозо. Незабаром він отримав призначення командиром розвідки.
Викритий за доносом колишнього товариша по службі, Сфорцині заарештували у готелі «La Verna Nuova» у комуні Кавур і доставили у відділення гестапо у Салуццо. Тут він зазнав тортур, але нікого не здав. У результаті його засудили до повішення. 21 грудня 1943 року на місце страти, на розі площі Держави та вулиці Пінероло у Кавурі, нацисти зігнали мешканців комуни. З вигуком «Хай живе свобода!» Сфорцині власними руками одягнув петлю собі на шию та зістрибнув з краю вантажівки, яка слугувала ешафотом. Нацисти наказали італійській поліції охороняти труп партизана, протягом двох чи трьох діб його тіло висіло на місці страти з табличкою «Він стріляв у німців».
Сфорцині був посмертно нагороджений золотою медаллю «За військову доблесть».

## Пам'ять
Ім'я Сфорцині було надано 4-й гарибальдійській бригаді. Після Другої світової війни на його честь було названо центральну площу Кавуру, на місці загибелі встановлено меморіальну дошку. Також його ім'ям названо один зі скверів у Ліворно. У рідному місті героя у 1980-х роках було збудовано пішохідний міст Альфредо Сфорцині через річку Пеша.
Італійський письменник Аугусто П'єтавіно у 2013 році видав книгу під назвою «Вся ця пристрасть: роман, натхненний життям Альфредо Сфорцині (1914—1943)» (італ. Tutta questa passione: romanzo ispirato alla vita di Alfredo Sforzini (1914—1943)